# Dickleburgh
Dickleburgh är en by i Dickleburgh and Rushall, South Norfolk, Norfolk i England. Byn är belägen 26,9 km 
från Norwich. Orten har 1 075 invånare (2016). Civil parish hade 679 invånare år 1931. Byn nämndes i Domedagsboken (Domesday Book) år 1086, och kallades då Dicclesburc.